# Heteromurtrella
Genre
Heteromurtrella est un genre de collemboles de la famille des Orchesellidae.

## Liste des espèces
Selon Checklist of the Collembola of the World (version du 23 août 2019) :
- Heteromurtrella abrupta (Salmon, 1951)
- Heteromurtrella affinis (Mari Mutt, 1987)
- Heteromurtrella anae Cipola, 2016
- Heteromurtrella barrai (Mari Mutt, 1979)
- Heteromurtrella caeca (Najt, Thibaud & Mari Mutt, 1988)
- Heteromurtrella diommata (Denis, 1931)
- Heteromurtrella dubia (Delamare Deboutteville, 1952)
- Heteromurtrella echinata (Mari Mutt, 1983)
- Heteromurtrella greensladeae (Mari Mutt, 1987)
- Heteromurtrella livida (Salmon, 1954)
- Heteromurtrella mirifica (Salmon, 1954)
- Heteromurtrella nitens (Yosii, 1964)
- Heteromurtrella pruinosa (Mari Mutt, 1983)
- Heteromurtrella puertoricensis (Mari Mutt, 1979)
- Heteromurtrella schoetti (Denis, 1931)
- Heteromurtrella similis (Barra, 1968)
- Heteromurtrella stannardi (Mari Mutt, 1976)
- Heteromurtrella subdubia (Barra, 1968)
- Heteromurtrella tihuiensis (Mari Mutt, 1985)
- Heteromurtrella zairensis (Chelnokov, 1977)

## Publication originale
- Mari Mutt, 1979  : Heteromurtrella, a new tropical subgenus of Heteromurus with descriptions of two new species (Insecta: Collembola: Entomobryidae). Journal of Agriculture of the University of Puerto Rico, vol. 63, no 2, p. 214-222 (texte intégral).